# Champions of Krynn
Champions of Krynn est un jeu vidéo de rôle développé et publié par Strategic Simulations (SSI) en 1990 sur Amiga, Apple II, Commodore 64 et  MS-DOS. Le jeu est basé sur le jeu de rôle médiéval-fantastique Donjons et Dragons, publié par TSR. Il est le premier volet d’une trilogie se déroulant dans l’univers de Lancedragon et utilisant le moteur de jeu Gold Box, développé par SSI pour Pool of Radiance, dont il reprend de nombreux éléments de gameplay. Il a bénéficié de deux suites : Death Knights of Krynn (1991) et The Dark Queen of Krynn (1992).

## Trame

### Univers
Champions of Krynn prend place dans l’univers Lancedragon, un décor de campagne du jeu de rôle Donjons et Dragons. Le jeu se déroule dans le monde de Krynn, un pays mythique dans lequel les humains, les elfes et les nains affrontent les draconiens, une race d’homme-dragons belliqueuse alliée à des dragons maléfiques. Le jeu débute peu après la Guerre de la Lance alors que de curieux événements secouent un des avant-postes de la cité de Throtl, capitale des hobgobelins.

### Scénario
Le jeu débute alors que le groupe d’aventurier contrôlé par le joueur arrive dans cet avant-poste. Ces derniers ne tardent pas à rencontrer un groupe de draconiens tentant d’attaquer des colons. Après la bataille, un puissant draconien, appelé Myrtani, apparaît et parvient à voler un ancien grimoire avant de se téléporter. Le groupe d’aventurier prévient alors le roi de cet étrange événement, ce dernier les envoyant alors enquêter sur Myrtani afin de découvrir ce qui se trame dans la région et de défaire les forces draconiennes.

## Système de jeu
Comme celui de Pool of Radiance, le système de jeu de Champions of Krynn est basé sur les règles du jeu de rôle Donjons et Dragons. Le joueur contrôle un groupe pouvant compter jusqu’à six personnages et doit explorer le monde du jeu, combattre des monstres et accomplir des quêtes pour progresser dans le jeu. Il se distingue de son prédécesseur par son univers, les races disponibles dans Lancedragon étant différentes de celles des Royaumes oubliés. Il est ainsi possible d'incarner un nain des collines ou des montagnes ou un Kender. La magie fonctionne également autrement que dans Pool of Radiance, les magiciens pouvant tirer bénéfice des phases de la lune et les prêtres pouvant choisir leurs dieux dans le panthéon de Lancedragon.

### Personnages
Comme dans les autres titres Gold Box, le jeu commence par une phase de création des personnages lors de laquelle il peut choisir la race, le sexe, la classe, les caractéristiques, l'alignement et l'apparence de ces derniers. Sept races — humain, elfe silvanesti, elfe qualinesti, demi-elfes, nain des montagnes, nain des collines et kender — et sept classes — guerrier, paladin, chevalier, rôdeur, prêtre, magicien et voleur — sont ainsi disponibles dans le jeu. Les personnages ont de plus la possibilité d'être multi-classes, leur permettant de disposer des capacités de plusieurs classes en même temps. Lors de la création d'un personnage, ses caractéristiques sont générées de manière aléatoire par l'ordinateur mais le joueur peut les ajuster s'il le souhaite. Le joueur choisit également l'alignement de ses personnages, c'est-à-dire sa philosophie morale, qui influence les réactions des personnages non-joueur face au groupe. Le joueur peut enfin personnaliser l'apparence et la couleur des icônes représentants chaque personnage. En progressant dans le jeu, les personnages contrôlés par le joueur gagnent de l'expérience qui leur permet de devenir plus puissants. La quantité de points d'expérience dont ceux-ci disposent détermine le niveau du personnage, chaque passage à un niveau supérieur donnant accès à un entrainement lui permettant de devenir plus puissant. Cet entrainement s'effectue dans une zone spécifique. En plus de l'entrainement, les magiciens peuvent apprendre de nouveaux sorts en les transcrivant à partir de parchemins trouvés en explorant la région. Pour renforcer ses personnages, le joueur peut également les équiper d'armes et d'armures qu'il peut trouver sur les cadavres d'ennemis tués au combat ou achetés chez un marchand. Les personnages créés peuvent être exportés vers Death Knights of Krynn ou vers The Dark Queen of Krynn, les deux suites de Champions of Krynn.

## Équipe de développement
- Développement : Dave Shelley, Michael Mancuso, Ken Humphries
- Programmation : Norm Koger, Russ Brown, Michael McNally
- Infographie : Laura Bowen, Tom Wahl, Fred Butts, Mark Johnson, Cyrus Lum, Susan Manley
- Musique : John Halblieb

## Accueil
| Champions of Krynn |    |       |
| ACE                | US | 85 %  |
| Amiga Action       | US | 86 %  |
| Amiga Computing    | US | 91 %  |
| CU Amiga           | US | 88 %  |
| Dragon Magazine    | US | 5/5   |
| Gen4               | FR | 93 %  |
| Joystick           | FR | 92 %  |
| Tilt               | FR | 18/20 |
| Zzap               | US | 87 %  |

Au total, 116 693 copies du jeu sont vendues par Strategic Simulations.
Rétrospectivement, la journaliste Scorpia du magazine Computer Gaming World met d’abord l’accent sur les quelques variantes de ce premier volet de la série Dragonlance par rapport au système standard de Donjons et Dragons, notamment dans sa manière de gérer la magie. Elle estime néanmoins que, même si l’apparition de quelques personnages des romans constitue un bon point, le jeu reste dans l’ensemble très classique et que le combat final est « plus pénible qu’excitant ».